# Fomes hemitephrus
Fomes hemitephrus är en svampart som först beskrevs av Miles Joseph Berkeley, och fick sitt nu gällande namn av Mordecai Cubitt Cooke 1885. Fomes hemitephrus ingår i släktet Fomes och familjen Polyporaceae.   Inga underarter finns listade i Catalogue of Life.